# Møller (Familienname)
Møller ist ein Familienname. Er ist eine Variante des Familiennamens „Müller“, der sich von der Berufsbezeichnung des Müllers ableitet.

## Namensträger
- Allan Møller (* 1957), dänischer Radrennfahrer
- Anders Møller (Ringer) (1883–1966), dänischer Ringer
- Anders Møller (Leichtathlet) (* 1977), dänischer Dreispringer
- Anja Heiner-Møller (* 1978), dänische Fußballspielerin
- Anna Emilie Møller (* 1997), dänische Hindernisläuferin
- Anne-Theresa Møller (* 1981), deutsche Opernsängerin
- Aqissiaq Møller (1939–1997), grönländischer Beamter, Schulleiter, Dichter und Übersetzer
- Arnold Peter Møller (1876–1965), dänischer Reeder
- Bjarke Møller (* 1985), dänischer Eishockeyspieler
- C. F. Møller (1898–1988), dänischer Architekt
- Carl Møller (1887–1948), dänischer Ruderer
- Caroline Møller (* 1998), dänische Fußballspielerin
- Casper Møller (* 1995), dänischer E-Sportler
- Christian Møller (1904–1980), dänischer Physiker
- Christian Møller Pedersen (1889–1953), dänischer Turner
- Claus Møller Jakobsen (* 1976), dänischer Handballspieler
- Claus Michael Møller (* 1968), dänischer Radrennfahrer
- Dikka Møller (1838–1912), norwegische Friedensaktivistin
- Elmer Møller (* 2003), dänischer Tennisspieler
- Erik Møller (1909–2002), dänischer Architekt
- Fredrik Møller (* 2000), norwegischer Skirennläufer
- Frits Hansen Møller (1887–1962), dänischer Pilzkundler
- Hannah Viller Møller (* 2001), dänische Tennisspielerin
- Hans Peter Christian Møller (1810–1845), dänischer Malakologe und Inspektor von Grönland
- Harald Slott-Møller (1864–1937), dänischer Maler und Keramiker
- Helge Bojsen-Møller (1874–1946), dänischer Architekt
- Henriette E. Møller (* 1976), dänische Autorin
- Henrik Møller (1858–1937), norwegischer Gold- und Silberschmied
- Hildur Møller (1885–1936), dänische Schauspielerin
- Isabella Møller Hansen (* 2002), dänische Schauspielerin
- Jan Møller (1957), dänischer Radrennfahrer
- Jeanette Møller (1825–1872), schwedische Malerin
- Jens Møller (* 1971), dänischer Autorennfahrer
- Jens Bojsen-Møller (* 1966), dänischer Segler
- John Møller (Sportschütze) (1866–1935), norwegischer Sportschütze
- John Møller (Fotograf) (1867–1935), grönländischer Fotograf
- John Christmas Møller (1894–1948), dänischer Politiker
- Jokum Møller (* 1956), grönländischer Lehrer und Schulleiter
- Jørgen Møller (Schachspieler) (1873–1944), dänischer Schachspieler
- Jørgen Bojsen-Møller (* 1954), dänischer Segler
- Jørgen Kisbye Møller (1915–1990), dänischer Richter
- Jørgen Nielsen Møller (1801–1862), dänischer Kaufmann und Inspektor von Grönland
- Kai Møller (1859–1940), norwegischer Gutsbesitzer und Politiker
- Karina Møller (* 1967), grönländische Sängerin
- Katti Anker Møller (1868–1945), norwegische Frauenrechtlerin
- Kenneth Heiner-Møller (Kenneth Rasmussen; * 1971), dänischer Fußballspieler und -trainer
- Kevin Møller (* 1989), dänischer Handballspieler
- Kirsten Hansen-Møller (1942–2023), dänische Schauspielerin
- Kurt Møller (1919–1997), dänischer Jurist und Sportfunktionär
- Lamik Møller (1941–1999), grönländischer Landesrat
- Lærke Møller (* 1989), dänische Handballspielerin
- Lars Møller (Redakteur) (1842–1926), grönländischer Redakteur, Buchdrucker, Lithograf, Zeichner, Übersetzer, Dolmetscher und Expeditionsteilnehmer
- Lars Møller (Politiker) (1911–1978), grönländischer Landesrat und Katechet
- Lars Møller (Musiker) (* 1966), dänischer Jazzmusiker und Dirigent
- Lars Møller Madsen (* 1981), dänischer Handballspieler
- Lasse Kjær Møller (* 1996), dänischer Handballspieler
- Lise Lense-Møller (* 1957), dänische Filmproduzentin
- Malthe Christian Møller (1771–1834), dänischer Schriftsteller und Zeitschriftenverleger
- Marcus Engelhardt Møller (* 2006), dänischer Basketballspieler
- Martin Møller (* 1980), grönländischer Biathlet und Skilangläufer
- Mærsk Mc-Kinney Møller (1913–2012), dänischer Reeder und Großindustrieller
- Mathias Møller Nielsen (* 1994), dänischer Radrennfahrer
- Mats Møller Dæhli (* 1995), norwegischer Fußballspieler
- Michala Møller (* 2000), dänische Handballspielerin
- Mitzi Møller (* 1979), dänische Fußballspielerin
- Najaaraq Møller (* 1981), grönländische Politikerin (Siumut)
- Niels Møller (Segler) (Niels Otto Møller; 1897–1966), dänischer Segler
- Niels Otto Møller (1920–1982), dänischer Möbeldesigner
- Niels Møller (Dirigent) (1965–1984), dänischer Dirigent
- Niels Bjørnsen Møller (1827–1887), norwegischer Landschaftsmaler und Marinemaler der Düsseldorfer Schule
- Nicolaj Møller-Madsen (* 1993), dänischer Automobilrennfahrer
- Nikolaj Malchow-Møller (* 1973), dänischer Wirtschaftswissenschaftler
- Orla Møller (1916–1979), dänischer Politiker (Socialdemokraterne)
- Otto Blixenkrone-Møller (1912–2006), dänischer General
- Peder Møller (1897–1984), dänischer Turner
- Pele Møller (* 1939), grönländischer Musiker
- Per Stig Møller (* 1942), dänischer Politiker (Konservative Volkspartei)
- Peter Møller (Fußballspieler) (* 1972), dänischer Fußballspieler
- Peter Fischer-Møller (* 1955), dänischer Geistlicher, Bischof von Roskilde
- Peter Mærsk Møller (1836–1927), dänischer Kapitän und Reeder
- Pia Christmas-Møller (* 1961), dänische Politikerin
- Poul Møller (Politiker) (1919–1997), dänischer Rechtsanwalt, Journalist und Politiker
- Poul Martin Møller (1794–1838), dänischer Philosoph, Theologe, Schriftsteller und Übersetzer
- Preben Wernberg-Møller (1923–2016), dänisch-britischer Semitist und Qumranforscher
- René Møller (1946–1994), dänischer Fußballspieler
- Richard Møller Nielsen (1937–2014), dänischer Fußballspieler und -trainer
- Roland Møller (* 1972), dänischer Schauspieler
- Samuel Møller (* 1885), grönländischer Katechet und Landesrat
- Søren Møller (* 1975), dänischer Jazzmusiker
- Søren Hald Møller (* 1960), dänischer Reichsombudsmann Grönlands
- Stephen Møller (1882–1909), grönländischer Künstler
- Stig Møller (* 1945), dänischer Sänger, Gitarrist, Songwriter und Komponist
- Svein Møller (1958–1999), norwegischer Kirchenmusiker, Dirigent und Komponist
- Sven Møller Kristensen (1909–1991), dänischer Literaturhistoriker, -kritiker und -soziologe
- Tage Møller (1914–2006), dänischer Radrennfahrer
- Tove Kathrine Møller, Geburtsname von Name von Tove Mohr (1891–1981), norwegische Ärztin und Frauenrechtlerin
- Ulrich Møller (* 1962), norwegischer Fußballspieler
- Valdemar Møller (1885–1947), dänischer Schauspieler
- Vibeke Møller (1904–1987), dänische Schwimmerin
- Viggo Møller-Jensen (1907–2003), dänischer Architekt
- William Møller (Mediziner) (1822–1888), norwegischer Arzt
- William Møller (* 1998), dänischer Fußballspieler